# Mouvement 4B
Le mouvement 4B (4B 운동, 4B undong) est un mouvement socio-culturel apparu en Corée du Sud dans les années 2010, visant à encourager les femmes à se libérer des normes de genre et des attentes sociétales patriarcales. Le mouvement repose sur quatre principes centraux, appelés « 4B » : ne pas se marier avec des hommes (bihon), ne pas sortir avec des hommes (biyeonae), ne pas avoir de relations sexuelles avec des hommes (bisekseu), et ne pas avoir d'enfants (bichulsan). En adoptant ces choix de vie, les participantes du mouvement 4B souhaitent s'émanciper des pressions qui pèsent traditionnellement sur les femmes dans la société sud-coréenne, où les rôles de genre restent profondément ancrés.
Pour de nombreuses adeptes, le mouvement 4B représente une réaction aux pressions culturelles et économiques auxquelles les femmes coréennes sont confrontées, comme le mariage et la maternité. Dans une société où les femmes sont poussées vers des rôles de mères et d'épouses dévouées, certaines considèrent le mouvement comme un moyen de revendiquer leur indépendance, leur autonomie et de se libérer d'injonctions sociales perçues comme opprimantes. En renonçant aux conventions de couple et de famille, ces femmes s'affranchissent également des attentes liées aux tâches domestiques, souvent inégalement répartis entre les sexes.
Bien que soutenu par certaines féministes, le mouvement 4B suscite également des controverses. D'aucuns le jugent radical, critiquant son rejet de la vie de couple et de la parentalité comme solutions à la condition féminine. Cependant, il continue de gagner en popularité auprès de jeunes Sud-Coréennes en quête de modèles de vie alternatifs et de liberté. Au-delà de la Corée du Sud, le mouvement a aussi attiré l'attention internationale, notamment aux États-Unis en 2024, après la victoire des conservateurs républicains aux élections présidentielles, suscitant des débats autour de l'évolution des normes de genre et de l'émancipation des femmes dans les sociétés contemporaines.

## Principes

### Les quatre principes
Les « quatre non » sont :
- Ne pas avoir de relations sexuelles avec des hommes (en coréen: 비섹스, bisekseu)
- Ne pas avoir d'enfants (비출산, bichulsan)
- Ne pas sortir avec des hommes (비연애, biyeonae)
- Ne pas se marier avec des hommes (비혼, bihon)[1],[2]

### Bihon(mariage)
Depuis 2005, un groupe d'activistes féministes, UnniNetwork, promeut le bihon comme un agenda politique pour remettre en question la centralité du modèle familial hétéronormatif du mariage en Corée. Elles cherchent à remplacer le mihon (« non mariée »), par le terme plus neutre, bihon (« célibataire »).

### Bichulsan(enfants)
La Corée du Sud a le taux de natalité le plus bas au monde. Avec un taux de fécondité de seulement 0,7 (en 2023), chaque femme sud-coréenne aura en moyenne moins d'un enfant au cours de sa vie. Cela est bien en dessous du seuil de 2,05 nécessaire pour juste maintenir à l'équilibre la population d'un pays. Le taux de natalité du pays est en dessous du taux de remplacement depuis 1983, tandis que le mouvement 4B est apparu dans les années 2010, ce qui rend probable que le faible taux de natalité soit dû à l'insécurité économique des jeunes adultes, aux coûts élevés de l'éducation des enfants et des prix des logements, et à la culture patriarcale profondément enracinée du pays. Ces facteurs contribuent à la réticence des femmes à embrasser les rôles traditionnels du mariage et de la maternité,,.
Ayant le taux de fécondité le plus bas au monde, le gouvernement sud-coréen adopte des politiques pro-natalistes visant à inciter une augmentation des naissances, telles que des allocations pour les nouveaux parents, une augmentation des congés maternels et paternels, et des subventions pour la garde d'enfants.
Une enquête de 2022 révèle que 65 % des femmes, contre 48 % des hommes, ne veulent pas d'enfants.

### Biyeonae(romance) etbisekseu(relations sexuelles)
Les femmes du mouvement 4B refusent également la romance et les relations sexuelles, car elles les voient comme une extension de la structure familiale patriarcale. En embrassant le célibat, elles critiquent la vision de l'État pro-nataliste selon laquelle la reproduction féminine est une ressource pour l'avenir de la nation.

## Partisans notables
Jung Se-young et Baeck Ha-na, deux partisans, critiquent le mariage comme renforçant les rôles de genre en Corée du Sud. Le mouvement puise une certaine inspiration dans le roman Kim Jiyoung, née en 1982, tout comme le mouvement #MeToo et « Escape the Corset » en Corée du Sud. Le mouvement 4B revendique 4 000 membres en 2019.

## Histoire
Le terme 4B émerge des cercles féministes coréens sur Twitter entre 2017 et 2018, après un meurtre très médiatisé en 2016 d'une femme par un homme. Le meurtrier, qui a dit l'avoir fait parce que les femmes l'avaient ignoré, n'a pas été inculpé de crime haineux. Le mouvement 4B était également une réaction au contenu des réseaux sociaux, dont une plateforme de réseaux sociaux misogyne nommée Ilbe Storehouse (en), qui a gagné en importance en 2014.
Les premiers groupes 4B ont articulé leurs principes sur le site Wiki féministe coréen « Femi Wiki », où ils ont initialement défini 4B comme « La devise du féminisme radical, qui signifie non-mariage, non-procréation, non-relation, non-sexe ».
Le mouvement 4B gagne une reconnaissance plus large sur Twitter en 2019 et à travers divers comptes de réseaux sociaux féministes. Une caractéristique notable du mouvement 4B, comme d'autres mouvements féministes numériques coréens, est que les membres s'identifient souvent comme des « femmes anonymes », car il est conventionnel de ne pas divulguer de détails personnels en ligne.
Ce mouvement numérique fonctionne comme une communauté en ligne où les femmes s'expriment ouvertement sur une vie sans hommes. Il sert de plateforme pour les femmes afin qu'elles puissent discuter de leurs frustrations et de leurs préoccupations concernant la vie dans une société conservatrice tout en favorisant un sentiment de solidarité. De plus, la plateforme vise à motiver et à inspirer les femmes à protester contre les rendez-vous amoureux, les relations sexuelles, le mariage et la procréation. Grâce à une présence en ligne robuste, le mouvement cherche à sensibiliser et à recruter plus de partisanes pour amplifier son impact.
Bien que le nombre exact de membres reste incertain, certaines estimations non vérifiées suggèrent un nombre de 500 à 4 000 participantes revendiquées.

### MouvementEscape the Corset
Le mouvement Escape the Corset qui a commencé en 2016 sert de source d'inspiration pour le mouvement 4B. Il appelle les femmes à se libérer de l'oppression sexuelle, sociale, corporelle et psychologique. Le mot « corset » est utilisé par les féministes coréennes comme une métaphore pour les mécanismes sociaux qui lient et répriment les femmes, dont les normes de beauté toxiques. La Corée du Sud possède notamment le 10e plus grand marché de la beauté au monde et est le troisième plus grand exportateur de cosmétiques. Dans une société où la beauté a une importance culturelle et économique immense, les membres du mouvement Escape the Corset critiquent et résistent aux pressions de subir de la chirurgie plastique, de s'imposer des rituels de soins de la peau ou de maquillage, et de porter des vêtements à la mode, tous vus comme perpétuant le consumérisme et les normes sociales misogynes. En protestation, elles expriment leur défi en détruisant le maquillage, en renonçant à la chirurgie plastique, en se rasant la tête et en rejetant les vêtements à la mode. L'analyse et l'approche de la protestation d'Escape the Corset influencent profondément le mouvement 4B.

### Mouvement #MeToo en Corée du Sud
Bien que le mouvement #MeToo soit né aux États-Unis en 2006 et ait gagné en popularité en 2017, de nombreux autres pays, dont la Corée du Sud, ont créé leurs propres mouvements #MeToo. Celui de Corée du Sud, comme dans d'autres pays, encourage les femmes à exprimer leurs expériences de harcèlement sexuel pour inspirer un changement social. Peu de temps après son lancement fin 2017, plusieurs centaines de femmes se sont manifestées avec des allégations de harcèlement sexuel et de violence. Ce mouvement a également conduit les femmes qui ont été forcées de se prostituer durant la Seconde Guerre mondiale et de l'occupation japonaise de la Corée à s'exprimer pour la première fois et en grand nombre. Le mouvement #MeToo en Corée du Sud se concentre également sur le féminicide, la pornographie non consentie et les pratiques misogynes sur le lieu de travail.
Le mouvement #MeToo a également inspiré diverses campagnes de hashtags en ligne, la plus populaire étant le hashtag #WithYou, pour signaler la solidarité avec les survivantes d'agressions sexuelles s'étant exprimées dans le mouvement #MeToo. Ces divers hashtags ont inspiré la formation de groupes d'activistes féminins, tels que Citizens Action to Support the #MeToo Movement, qui font campagne pour mettre fin à l'oppression sexiste et soutenir les victimes d'abus sexuels en Corée du Sud.

### Écho aux États-Unis
Après l'élection présidentielle américaine de 2024, et la réélection de Donald Trump pour un second mandat, certaines femmes américaines expriment leur intérêt sur les réseaux sociaux pour le mouvement 4B. Peu après l'annonce des résultats de l'élection, les vidéos TikTok mentionnant 4B sont vues des centaines de milliers de fois, et les recherches Google à ce sujet augmentent de 450 %. Les femmes américaines appellent le mouvement 4 Nos (les « 4 Non ») et Lysistrata,. Le mouvement des tradwifes réagit également dans des vidéos où elles promettent de continuer à aimer leur mari et faire des enfants.

## Objectif
Le mouvement 4B vise à servir de contre-pouvoir direct à l'État patriarcal de la Corée du Sud et à combattre ses politiques pro-natalistes, qui considèrent les corps des femmes et leurs capacités reproductives comme des outils pour l'avenir de la nation. Les féministes qui s'engagent dans le mouvement 4B sont connues pour résister activement aux différentes manières dont les attentes de genre sont imposées dans une société conservatrice, en particulier en ce qui concerne l'éducation des enfants, les relations et l'emploi. Cette résistance implique non seulement de se retirer des rendez-vous amoureux, mais aussi de rejeter les normes de beauté genrées prévalentes et leurs pratiques consuméristes associées en Corée du Sud. Dans une société conservatrice et traditionnelle, les formes alternatives de protestation dans le mouvement 4B incluent le défi des normes de beauté rigides et des attentes de genre traditionnelles en se rasant la tête et en choisissant de ne pas porter de soutien-gorge.
Bien que les partisanes du 4B aspirent à provoquer un changement social par des manifestations physiques, le militantisme en ligne et en tenant en exemple un mode de vie alternatif pour d'autres femmes, leur objectif n'est pas de changer la perspective des hommes, car ils sont vus comme des oppresseurs.

## Controverse sur les réseaux sociaux
Au printemps 2024 dans l'hémisphère nord, le mouvement 4B de la Corée du Sud est un sujet populaire sur les réseaux sociaux occidentaux, et certains utilisateurs anglophones sur TikTok affirment que le faible taux de natalité de la Corée du Sud est dû à ce mouvement. D'autres affirment que l'ampleur et l'impact du mouvement 4B sont massivement exagérés.

### Transphobie et homophobie dans le mouvement sud-coréen
Le féminisme radical en Corée du Sud est fortement teinté de transphobie et d'homophobie[pas clair], avec des désaccords internes sur l'acceptabilité de telles croyances,,,. Le mouvement 4B est significativement populaire sur (et largement associé publiquement avec) le site Web sud-coréen Womad (en), qui est ouvertement misandre, homophobe et transphobe. Le site a été fondé parce que Megalia (en) avait commencé à interdire les insultes homophobes et transphobes,,. Les membres de Womad prônent apparemment la vengeance contre les hommes, prônent le suicide des personnes détestées et certaines menacent de violence et commettent des crimes contre les hommes. Toute femme ayant des enfants est critiquée comme une complice du patriarcat, certaines étant comparées à des esclaves.